# Dromaeschna weiskei
Dromaeschna weiskei là loài chuồn chuồn trong họ Aeshnidae. Loài này được Förster mô tả khoa học đầu tiên năm 1908.